# Anaparastasi
Anaparastasi é um filme grego de 1970, do gênero drama, dirigido por Theodoros Angelopoulos.
O roteiro do filme é baseado em uma notícia de jornal.
O título internacional do filme em inglês é Reconstruction.

## Sinopse
A situação económica obriga um homem a emigrar para a Alemanha. A sua esposa, que ele deixou ficar no seu país, atormentada pela solidão e desespero arranja um amante. De volta à casa, o marido é assassinado pela mulher e pelo amante.
Enterram o cadáver no jardim e procuram uma tentativa de fuga com pouco sucesso. Mas o desaparecimento do homem conduz a uma investigação que aponta para os amantes criminosos.

## Elenco
- Toula Stathopoulou
- Yannis Totsikas
- Thamos Grammenos
- Petros Hoedas
- Nikos Alevras
- Theodoros Angelopoulos

## Principais prêmios e indicações
Festival de Berlim 1971 (Alemanha)
- Recebeu o prêmio FIPRESCI (menção especial)